# Methyl-2,5-dichloorbenzoaat
Methyl-2,5-dichloorbenzoaat is een ester afgeleid van benzoëzuur.
De stof komt voor als lichtgele kristallen met een prikkelende aromatische geur. Ze is niet ontvlambaar en niet explosief.

## Toepassing
Methyl-2,5-dichloorbenzoaat wordt gebruikt bij het enten van jonge wijnstokken. Een entwas, die een kleine hoeveelheid van de stof bevat (niet meer dan 0,0035%) wordt dadelijk op de wijnstok aangebracht na het enten om de entwond te verzegelen en de callusvorming te stimuleren. Dit gebeurt ongeveer vier jaar vooraleer de wijnstok een eerste oogst oplevert. Deze toepassing vormt bijgevolg geen risico voor de consument.

## Regelgeving
De Europese Commissie heeft de stof met ingang van 1 september 2009 opgenomen in de lijst van toegelaten gewasbeschermingsmiddelen. Ze mag enkel binnenshuis toegepast worden.